# Tabebuja

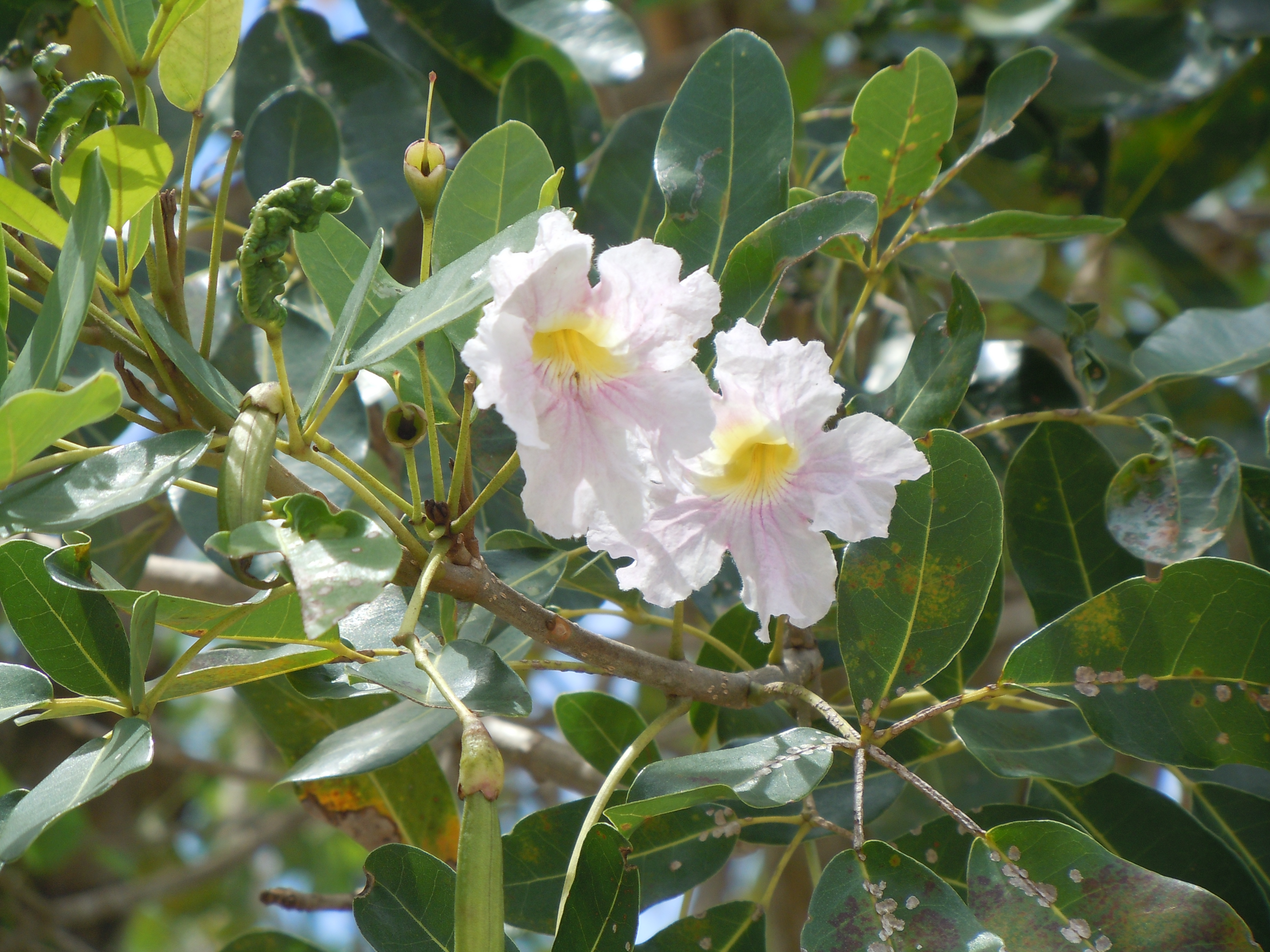
Tabebuia heterophylla

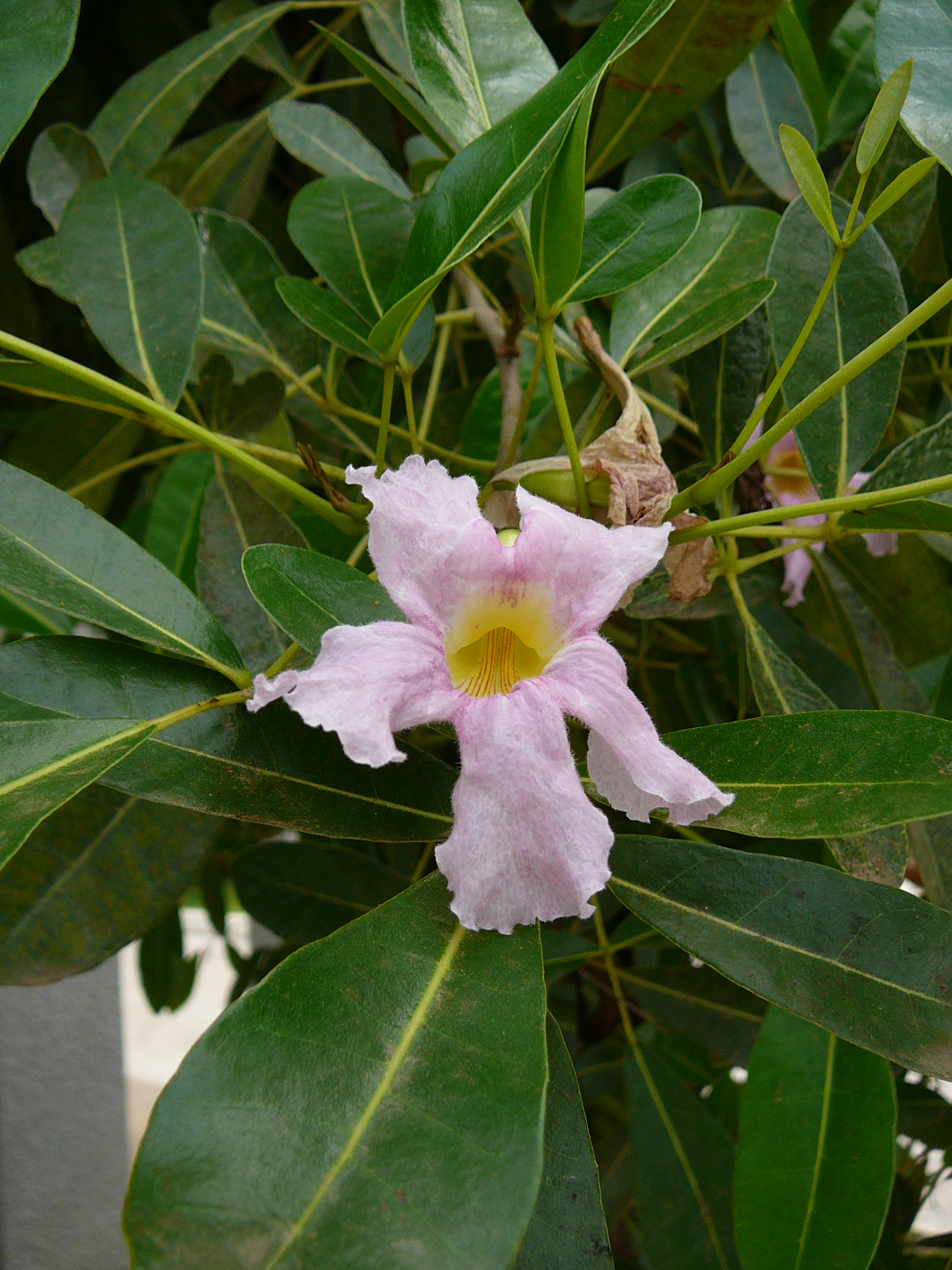
Kwiat i liście tabebui różowej (Tabebuia rosea)

Tabebuja (Tabebuia) – rodzaj roślin z rodziny bignoniowatych. Obejmuje 74 gatunki drzew tropikalnych, pochodzących z obszaru od Karaibów i Meksyku po północną Argentynę. 

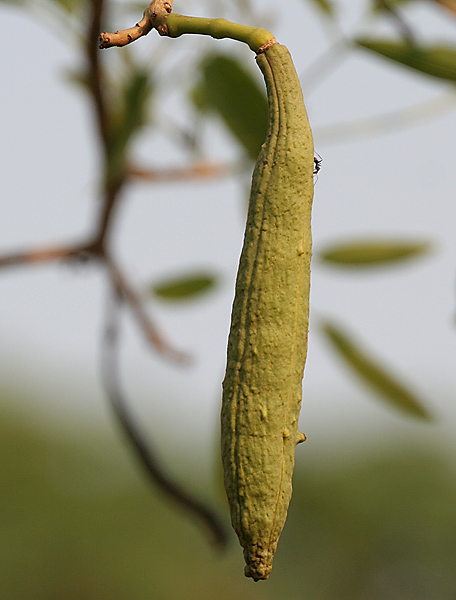
Owoc Tabebuia aurea

## Morfologia
Drzewa do 25 m wysokości, liście naprzeciwległe, eliptyczno-podługowate, złożone z 3-7 listków. Kwiaty trąbkowate, w zależności od gatunku żółte lub różowe, z pięcioma "wymiętymi" płatkami. Zebrane są w grona na szczytach pędów i pojawiają się późną zimą i wczesną wiosną. Owoce: pałeczkowate torebki.

## Systematyka
Synonimy
Couralia Splitg., Leucoxylon Raf., Odontotecoma Bureau & K. Schum., Potamoxylon Raf.
Pozycja systematyczna według APweb (aktualizowany system APG IV z 2016)
Należy do plemienia Tecomeae, rodziny bignoniowatych Bignoniaceae Juss., która jest jednym z kladów w obrębie rzędu jasnotowców (Lamiales) Bromhead z grupy astrowych spośród roślin okrytonasiennych.
Wykaz gatunków
- Tabebuia acrophylla (Urb.) Britton
- Tabebuia angustata Britton
- Tabebuia arimaoensis Britton
- Tabebuia aurea (Silva Manso) Benth. & Hook.f. ex S.Moore
- Tabebuia bahamensis (Northr.) Britton
- Tabebuia berteroi (DC.) Britton
- Tabebuia bibracteolata (Griseb.) Britton
- Tabebuia brooksiana Britton
- Tabebuia buchii (Urb.) Britton
- Tabebuia bullata A.H.Gentry
- Tabebuia calcicola Britton
- Tabebuia caleticana A.H.Gentry & D.Albert
- Tabebuia cassinoides (Lam.) DC.
- Tabebuia clementis Alain
- Tabebuia conferta Urb.
- Tabebuia crispiflora Alain
- Tabebuia × del-riscoi Borhidi
- Tabebuia densifolia Urb.
- Tabebuia domingensis (Urb.) Britton
- Tabebuia dubia (C.Wright) Britton ex Seibert
- Tabebuia elegans Urb.
- Tabebuia elliptica (DC.) Sandwith
- Tabebuia elongata Urb.
- Tabebuia fluviatilis (Aubl.) DC.
- Tabebuia gemmiflora Rizzini & A.Mattos
- Tabebuia glaucescens Urb.
- Tabebuia gracilipes Alain
- Tabebuia haemantha (Bertol. ex Spreng.) DC.
- Tabebuia heterophylla (DC.) Britton
- Tabebuia hypoleuca (C.Wright) Urb.
- Tabebuia inaequipes Urb.
- Tabebuia insignis (Miq.) Sandwith
- Tabebuia jackiana Ekman ex Urb.
- Tabebuia jaucoensis Bisse
- Tabebuia karsoana Trejo
- Tabebuia lepidophylla (A.Rich.) Greenm.
- Tabebuia lepidota (Kunth) Britton
- Tabebuia leptoneura Urb.
- Tabebuia linearis Alain
- Tabebuia maxonii Urb.
- Tabebuia microphylla (Lam.) Urb.
- Tabebuia moaensis Britton
- Tabebuia multinervis Urb. & Ekman
- Tabebuia myrtifolia (Griseb.) Britton
- Tabebuia nodosa (Griseb.) Griseb.
- Tabebuia obovata Urb.
- Tabebuia obtusifolia (Cham.) Bureau
- Tabebuia ophiolithica Alain
- Tabebuia orinocensis (Sandwith) A.H.Gentry
- Tabebuia ovatifolia Vattimo
- Tabebuia pallida (Lindl.) Miers
- Tabebuia palustris Hemsl.
- Tabebuia paniculata Leonard
- Tabebuia × perelegans Borhidi
- Tabebuia pilosa A.H.Gentry
- Tabebuia pinetorum Britton
- Tabebuia platyantha (Griseb.) Britton
- Tabebuia polyantha Urb. & Ekman
- Tabebuia polymorpha Urb.
- Tabebuia pulverulenta Urb.
- Tabebuia reticulata A.H.Gentry
- Tabebuia revoluta (Urb.) Britton
- Tabebuia ricardii M.Mejía
- Tabebuia rigida Urb.
- Tabebuia rosea (Bertol.) DC.
- Tabebuia roseoalba (Ridl.) Sandwith
- Tabebuia sagrae Urb.
- Tabebuia sauvallei Britton
- Tabebuia schumanniana Urb.
- Tabebuia shaferi Britton
- Tabebuia simplicifolia Carabia ex Alain
- Tabebuia stenocalyx Sprague & Stapf
- Tabebuia striata A.H.Gentry
- Tabebuia trachycarpa (Griseb.) K.Schum.
- Tabebuia vinosa A.H.Gentry
- Tabebuia zanonii A.H.Gentry

## Zastosowanie
- Pospolicie uprawiane drzewa ozdobne. Ich walorami ozdobnymi są ładne kwiaty i liście.
- Sadzone jako drzewa cieniodajne na plantacjach kawy i kakaowca.
- Bardzo trwałe drewno w różnych odcieniach, cenione w meblarstwie.
- Kora niektórych gatunków służy do produkcji herbaty lapacho.